# Glòria Serra
Maria Glòria Serra Ramos (Barcelona, 21 de octubre de 1964) es una periodista española.

## Biografía
Licenciada en Periodismo por la Universidad Autónoma de Barcelona, Glòria Serra trabaja en los medios de comunicación desde 1987. Su carrera profesional comenzó en programas informativos de Radio Barcelona, de la Cadena SER, como los informativos locales de tarde o Hora 25, siendo también editora de Matinal SER-Catalunya y directora de El Balcó. También colaboró con Julia Otero en ¿Y nosotras qué? de Ràdio Miramar y presentó Catalunya matí en Catalunya Ràdio. 
En el mundo de la televisión empezó desarrollando varias funciones en Televisión Española de Cataluña. Entre 1998 y 2001 trabajó en Telecinco, donde fue subeditora y presentadora de la primera edición de Informativos Telecinco, a la vez que directora y presentadora del espacio La mirada crítica.
Paralelamente, entre 1999 y 2001 copresentó, con Josep Cuní, el debate L'aventura quotidiana en TV3. A continuación, dirigió el debate Coses que pasen y colaboró en el magacín Els matins, ambos espacios presentados por Cuní en la autonómica catalana. 
En 2001 se puso al frente del debate Ciutat oberta, en Barcelona TV, que se convirtió en uno de los éxitos de audiencia de la televisión local barcelonesa.
Entre julio y agosto de 2003 regresó efímeramente a la radio para presentar el magacín matinal de verano de COMRàdio, La segona república. Dos años más tarde, en septiembre de 2005, la emisora municipalista volvió a llamarla, esta vez para substituir a Joan Barril en la temporada regular. Serra se mantuvo dos temporadas en las mañanas de COMRàdio con el magacín Matins.com.
Nada más dejar COMRàdio regresó a Telecinco donde, entre el 25 de agosto de 2007 y el 24 de abril de 2010, copresentó junto a Jordi González el programa La Noria, ejerciendo de narradora entre cada una de las secciones y alcanzando gran popularidad. 
Desde el 1 de mayo de 2010 hasta el 4 de marzo de 2011 presentó el magacín de tarde 3D, de Antena 3. Desde el 31 de enero de 2011 asumió, además, con la dirección y presentación del programa Equipo de investigación.
Paralelamente, desde 2009 participa en las tertulias del programa El Món a RAC1, de la emisora radiofónica catalana RAC 1.
En 2024 participó en el concurso de televisión de Antena 3 Mask Singer: adivina quién canta, bajo la máscara de Piña.

## Vida privada
Dio a luz a dos mellizas a la edad de 50 años,  en septiembre de 2014.

## Programas destacados en TV
Televisión
| Año               | Título                  | Canal        |
| ----------------- | ----------------------- | ------------ |
| 1998 - 2001       | Informativos T5         | Telecinco    |
| 1999 - 2001       | L'aventura quotidiana   | TV3          |
| 2001              | Coses que passen        | TV3          |
| 2001 - 2003       | Ciutat oberta           | Barcelona TV |
| 2003 - 2005       | La mirada crítica       | Telecinco    |
| 2007 - 2010       | La Noria                | Telecinco    |
| 2009 - actualidad | El món a RAC 1          | RAC 1        |
| 2010 - 2011       | 3D                      | Antena 3     |
| 2011              | 7 días, 7 noches        | Antena 3     |
| 2011 - 2012       | Equipo de investigación | Antena 3     |
| 2013 - actualidad | Equipo de investigación | La Sexta     |
| 2013 - 2014       | La diana de...          | Antena 3     |

## Premios
- Antena de Oro (2024).